# Kościół św. Józefa Rzemieślnika w Trzemżalu
Kościół świętego Józefa Rzemieślnika w Trzemżalu – rzymskokatolicki kościół parafialny należący do parafii pod tym samym wezwaniem (dekanat trzemeszeński archidiecezji gnieźnieńskiej). Znajduje się we wsi Trzemżal, w gminie Trzemeszno, w powiecie gnieźnieńskim.
Kościół jest efektem rozbudowy domu katechetycznego i kaplicy. Świątynia została poświęcona w dniu 2 grudnia 1995 roku. Parafia została utworzona w dniu 1 maja 1985 roku przez księdza kardynała Józefa Glempa, Prymasa Polski.